# بيفل زابيلين
بيفل زابيلين (الروسية: Забелин, Павел Витальевич) هو لاعب كرة قدم بيلاروسي في مركز الوسط، ولد في 30 يونيو 1995 في غرودنو في بيلاروس. شارك مع منتخب بيلاروسيا تحت 21 سنة لكرة القدم. أما مع النوادي، فقد لعب مع شاختيور سوليجورسك وغرانيت ميكاشيفيتشي ونيمان غرودنو.

## وصلات خارجية
- بيفل زابيلين على موقع قاعدة بيانات كرة القدم.إي يو (الإنجليزية)
- بيفل زابيلين على موقع Soccerway.com (الإنجليزية)
- بيفل زابيلين على موقع عالم كرة القدم.نت (الإنجليزية)